# Adam Michailowitsch Kurak
Adam Michailowitsch Kurak (russisch Адам Михайлович Курак; * 27. Juni 1985 in Jenisseisk) ist ein russischer Ringer. Er wurde 2013 Vize-Europameister und 2014 und 2018 Europameister im griechisch-römischen Stil im Leichtgewicht bzw. in der Gewichtsklasse bis 71 kg Körpergewicht.

## Werdegang
Adam Kurak begann als Jugendlicher 1995 mit dem Ringen. Er konzentriert sich dabei auf den griechisch-römischen Stil. Er ist Mitglied des Ringerclubs Akademy Mindiaschwili Krasnojarsk. Sein Trainer ist Sergei Sidnikow. Ringen ist z. Zt. auch sein Beruf.
Er ist gewissermaßen ein Spätstarter, denn erste bemerkenswerte Erfolge erzielte er erst im Jahre 2009, als er bereits 24 Jahre alt war. In diesem Jahr wurde er dann gleich russischer Meister im Leichtgewicht. In den folgenden Jahren 2010 bis 2012 konnte er zwar diesen Meistertitel nicht noch einmal erringen, gewann aber in jedem Jahr eine Medaille.
Zu Einsätzen bei internationalen Meisterschaften kam Adam Kurak bis zum Jahre 2013 nicht. Er war aber bei vielen hochrangigen internationalen Turnieren dabei und belegte dabei oftmals hervorragende Plätze. Im Januar 2013 siegte er beim wichtigsten russischen Ringerturnier, dem „Iwan-Poddubny“-Memorial in Tjumen vor Islambek Albijew, Samir Sagaschtokow und Juri Denissow, alle Russland und wurde daraufhin für die  Europameisterschaft 2013 in Tiflis nominiert. In Tiflis besiegte er Benedikt Puffer, Österreich, Artak Margarjan, Frankreich und Atakan Yüksel, Türkei. Im Finale stand er dann Tamás Lőrincz, dem Olympiazweiten von 2012 gegenüber, gegen den er nach Punkten verlor. Er wurde damit Vize-Europameister.
Bei der russischen Meisterschaft 2013, die nach der Europameisterschaft stattfand, konnte sich Adam Kurak nicht im Vorderfeld platzieren. Er wurde deshalb nicht bei der Weltmeisterschaft 2013 eingesetzt. Beim wichtigsten russischen Vorbereitungsturnier auf die Saison 2014 besiegte er im Januar 2014 in Tjumen den russischen Meister von 2013 Islambek Albijew und wurde damit Turniersieger. Im April 2014 gewann er in Vantaa/Finnland dann mit Siegen über Rewas Laschchi, Georgien, Benedikt Puffer, Österreich, Denis Demjanenko, Ukraine, Istvan Levai, Slowakei und Həsən Əliyev, Aserbaidschan, erstmals den Europameistertitel. Im Mai 2014 war er auch beim Welt-Cup in Teheran, einem Mannschaftswettbewerb am Start, der vom Iran gewonnen wurde. Er siegte dort über Basan Enes, Türkei, Krisztian Jäger, Ungarn und den Olympiasieger von 2012 Omid Haji Noroozi, Iran. Bei der Weltmeisterschaft im September 2014 in Taschkent gelang Adam Kurak nur ein Sieg über Ismael Navarro, Spanien. In seinem zweiten Kampf verlor er gegen Tamás Lőrincz aus Ungarn. Da dieser das Finale nicht erreichte, schied er aus, und belegte nur den 13. Platz.
Bei der Weltmeisterschaft 2015 in Las Vegas wurde Adam Kurak in der Gewichtsklasse bis 71 kg Körpergewicht eingesetzt. Er besiegte zunächst Zhang Ridong, China, verlor aber dann gegen Rasul Chunayev aus Aserbaidschan. Da dieser das Finale erreichte, konnte Adam Kurak in der Trostrunde weiterringen und er sicherte sich mit Siegen über Franck Hassli, Monaco, Justin Harry Lester aus den Vereinigten Staaten und Timur Berdijew aus Weißrussland noch eine Bronzemedaille.
2016 belegte Adam Kurak bei der russischen Meisterschaft im Leichtgewicht hinter Islambek Albijew und Artem Surkow den 3. Platz. Er bekam daher keine Chance sich für die Olympischen Spiele dieses Jahres in Rio de Janeiro zu qualifizieren. Im September 2016 startete er in Skopje bei der Militär-Weltmeisterschaft und belegte dort in der Gewichtsklasse bis 71 kg Körpergewicht hinter Həsən Əliyev aus Aserbaidschan den 2. Platz. Im Dezember 2016 wurde er auch bei der Weltmeisterschaft in den nicht-olympischen Gewichtsklassen in Budapest eingesetzt. Er belegte in Budapest in der gleichen Gewichtsklasse den 5. Platz. Weltmeister wurde Bálint Korpási aus Ungarn.
2017 wurde Adam Kurak in der Gewichtsklasse bis 71 kg russischer Meister vor Abujasid Manzigow. Im August 2018 kam er bei der Weltmeisterschaft in Paris zum Einsatz. Er kam in Paris zu drei Siegen, verlor aber gegen Demeu Schadrajew aus Kasachstan und im Kampf um eine Bronzemedaille gegen Bálint Korpási. Im September 2017 wurde er in Klaipėda wieder Militär-Weltmeister vor Armen Hakobjan aus Armenien.
Im Mai 2018 wurde Adam Kurak in Kaspiisk zum zweiten Mal in seiner Laufbahn Europameister. Er holte sich den Titel in der Gewichtsklasse bis 71 kg mit Siegen über Bálint Korpási, Jan Zizka aus Tschechien, Geworg Sahakjan, Polen und Rasul Chunayew.

## Internationale Erfolge
| Jahr | Platz | Wettbewerb                                    | Gewichtsklasse | Ergebnisse |
| 2009 | 2.    | "Wladislaw-Pytlasinski"-Memorial in Myslowice | Leicht         | hinter Marcus Thätner, Deutschland, vor Edgaras Venckaitis, Litauen und Steeve Guénot, Frankreich |
| 2010 | 5.    | Großer Preis von Deutschland in Dortmund      | Leicht         | hinter Islambek Albijew, Russland, Tamás Lőrincz, Ungarn, Tomasz Swierk, Polen und Mathias Günther, Schweden |
| 2010 | 3.    | Vantaa-Cup                                    | Leicht         | hinter Juri Denissow und Tschingis Labasanow, beide Russland |
| 2011 | 3.    | "Iwan-Poddubny"-Memorial in Tjumen            | Leicht         | hinter Juri Denissow und Migran Arutjunjan, beide Russland |
| 2011 | 1.    | Großer Preis von Slowenien in Murska Sobota   | Leicht         | vor Victor Nemes, Serbien, Zigel Pepa, Slowenien und Vahan Juhanjan, Armenien |
| 2011 | 5.    | Golden-Grand-Prix in Baku                     | Leicht         | hinter Tamás Lőrincz, Afschin Byabangard, Iran, Darchan Bayachmetow, Kasachstan und Witali Rahimow, Aserbaidschan                                                                                                  |
| 2011 | 2.    | FILA-Test-Turnier in London                   | Leicht         | hinter Kim Hyeon-woo, Südkorea, vor Jarkko Ala-Huikku, Finnland und Artak Margarjan |
| 2012 | 2.    | "Moscow Lights"                               | Leicht         | hinter Islambek Albijew, vor Rusal Chunajew, Aserbaidschan und Denis Demjankow, Ukraine |
| 2012 | 1.    | Präsidenten-Cup von Kasachstan in Astana      | Leicht         | vor Aschkat Schanbirow, Kasachstan, Xie Zhen, China und Mehdi Zaidvand, Iran |
| 2013 | 1.    | "Iwan-Poddubny"-Memorial in Tjumen            | Leicht         | vor Islambek Albiejew, Samir Sagaschtokow und Juri Denissow, alle Russland |
| 2013 | 1.    | Welt-Cup in Teheran                           | Leicht         | vor Atakan Yüksel, Türkei, Rasul Chunajew und Michail Semenow, Weißrussland |
| 2013 | 2.    | EM in Tiflis                                  | Leicht         | nach Siegen über Benedikt Puffer, Österreich, Artak Margarjan, Frankreich und Atakan Yüksel und einer Niederlage gegen Tamás Lörincz                                                                               |
| 2013 | 3.    | "Wladyslaw-Pytlasinski"-Memorial in Warschau  | Leicht         | hinter Tamás Lőrincz und Frank Stäbler, Deutschland, gemeinsam mit Sachina Dawitaja, Georgien |
| 2014 | 1.    | "Iwan-Poddubny"-Memorial in Tjumen            | bis 66 kg      | vor Islambek Albijew, Artem Surkow und Asker Orschokdugow, alle Russland |
| 2014 | 1.    | EM in Vantaa/Finnland                         | bis 66 kg      | nach Siegen über Rewas Laschchi, Georgien, Benedikt Puffer, Österreich, Denis Demjanenko, Ukraine, Istvan Levai, Slowakei und Həsən Əliyev, Aserbaidschan                                                          |
| 2014 | 13.   | WM in Taschkent                               | bis 66 kg      | nach einem Sieg über Ismael Navarro, Spanien und einer Niederlage gegen Tamás Lőrincz, Ungarn |
| 2015 | 2.    | "Wladyslaw-Pytlasinski"-Cup in Warschau       | bis 66 kg      | hinter Frank Stäbler, Deutschland, vor Mateusz Bernatek, Polen und Dominik Ettlinger, Kroatien |
| 2015 | 3.    | WM in Las Vegas                               | bis 71 kg      | nach einem Sieg über Zhang Ridong, China, einer Niederlage gegen Rasul Chunayev, Aserbaidschan und Siegen über Franck Hassli, Monaco, Justin Harry Lester, USA und Timur Berdijew, Weißrussland                    |
| 2016 | 3.    | "Iwan-Poddubny"-Memorial in Tjumen            | bis 66 kg      | hinter Islambek Albijew und Artem Surkow, beide Russland |
| 2016 | 3.    | Großer Preis von Deutschland in Dortmund      | bis 71 kg      | hinter Maximilian Schwabe und Timo Badusch, beide Deutschland |
| 2016 | 2.    | Militär-WM in Skopje                          | bis 71 kg      | hinter Həsən Əliyev, vor Nikolai Sawtschenko, Ukraine und Mohammad Ali Garaei, Iran |
| 2016 | 5.    | WM in Budapest                                | bis 71 kg      | hinter Balint Korpási, Ungarn, Daniel Cataraga, Moldawien, Həsən Əliyev und Ilie Cojocaru, Rumänien |
| 2017 | 5.    | WM in Paris                                   | bis 71 kg      | nach einem Sieg über Grzegorz Wanke, Polen, einer Niederlage gegen Demeu Schadrajew, Kasachstan, Siegen über Petter Karlsen, Norwegen und Nurgasi Asangulow, Kirgisistan und einer Niederlage gegen Bálint Korpási |
| 2017 | 1.    | Militär-WM in Klaipėda                        | bis 71 kg      | vor Armen Hakobjan, Armenien, Afschin Bjabangard, Iran und Maxim Jewtuschenko, Ukraine |
| 2018 | 1.    | "Iwan-Poddubny"-Memorial in Moskau            | bis 71 kg      | vor Artem Tarsjan, Magomed Jarbilow und Jegor Depzow, alle Russland |
| 2018 | 1.    | "Kristjan-Palusalu"-Memorial in Tallinn       | bis 71 kg      | vor Kristupas Sleiva, Litauen, Daniel Soini, Schweden und Ilie Cojocaru |
| 2018 | 1.    | EM in Kaspiisk                                | bis 71 kg      | nach siegen über Bálint Korpási, Jan Zizka, Tschechien, Geworg Sahakjan, Polen und Rasul Chunayew, Aserbaidschan                                                                                                   |
| 2018 | 1.    | Militär-WM in Moskau                          | bis 72 kg      | vor Ulvi Ganizadeh, Aserbaidschan, Petros Manoulidis, Griechenland und Armen Hakobjan |
| 2018 | 2.    | Ljubomir-Ivanovic-Gedza-Intern. in Kragujevac | bis 72 kg      | hinter Abujasid Manzigow, Russland, vor Alexandar Erski, Serbien und Seiran Simonjan, Armenien |
| 2019 | 1.    | City-of-Sassari-Tournament                    | bis 72 kg      | vor Bálint Korpási, Ungarn, Selcuk Can und Ahmed Ylmaz, beide Türkei |

## Russische Meisterschaften
| Jahr | Platz | Gewichtsklasse | Ergebnisse                                                             |
| 2009 | 1.    | Leicht         | vor Arunat Kutschinow, Sejran Simonjan und Iljas Magomadow             |
| 2010 | 2.    | Leicht         | hinter Islambek Albijew, vor Arunat Kutschinow und Juri Denissow       |
| 2011 | 3.    | Leicht         | hinter Juri Denissow und Migran Arutjunjan                             |
| 2012 | 3.    | Leicht         | hinter Migran Arutjunjan und Juri Denissow                             |
| 2016 | 3.    | Leicht         | hinter Islambek Albijew und Artem Surkow                               |
| 2017 | 1.    | bis 71 kg      | vor Abujasid Manzigow, Garik Gjulmunjan und Rinat Achmedow             |
| 2019 | 2.    | bis 72 kg      | hinter Abujasid Manzigow, vor Tschingis Labasanow und Magomed Jarbilow |

Erläuterungen
- alle Wettkämpfe im griechisch-römischen Stil
- WM = Weltmeisterschaft, EM = Europameisterschaft
- Leichtgewicht, Gewichtsklasse bis 66 kg Körpergewicht (bis 31. Dezember 2013; ab 1. Januar 2014 gilt eine neue Gewichtsklasseneinteilung durch die FILA); diese wurde zum 1. Januar 2018 erneut geändert, deshalb erfolgt keine namentliche Benennung mehr, sondern nur mehr die Angabe des Gewichtslimits